# 爱沙尼亚苏维埃社会主义共和国最高苏维埃主席团主席列表
以下列出各届爱沙尼亚苏维埃社会主义共和国最高苏维埃主席团主席。
| 姓名                    | 上任           | 离任           |
| ----------------------- | -------------- | -------------- |
| 约翰内斯·瓦列斯         | 1940年8月25日  | 1946年11月29日 |
| 尼戈尔·安德烈森（代）   | 1946年11月29日 | 1947年3月5日   |
| 爱德华·皮亚利           | 1947年3月5日   | 1950年7月4日   |
| 奥古斯特·雅各布森       | 1950年7月4日   | 1958年2月4日   |
| 约翰·埃赫费利德         | 1958年2月4日   | 1961年10月12日 |
| 阿列克谢·米里谢普       | 1958年2月4日   | 1970年10月7日  |
| 亚历山大·安斯贝格（代） | 1970年10月7日  | 1970年12月22日 |
| 阿尔图尔·瓦德尔         | 1970年12月22日 | 1978年5月25日  |
| 梅塔·万纳斯（代）       | 1978年5月25日  | 1978年7月26日  |
| 约翰内斯·凯宾           | 1978年7月26日  | 1983年4月8日   |
| 阿諾爾德·呂特爾         | 1983年4月8日   | 1990年3月29日  |